# حزب الدعوة الإسلامية في لبنان
حزب الدعوة الإسلامي في لبنان حزب إسلامي شيعي في لبنان. حزب مزدوج من حزب الدعوة الإسلامية الأكبر في العراق الذي أسسه رجال الدين الشيعة المتعلمين في النجف الذين عادوا إلى لبنان. مرشده الروحي هو الشيخ محمد حسين فضل الله.
مثل التوأم العراقي فإن حزب الدعوة الإسلامي في لبنان «يأكد على السرية القصوى والنشاط تحت الأرض بما يتماشى مع المذهب الشيعي التقليدي لحماية المجتمع من الاضطهاد». كان يعتقد أن الهجوم سيكون انتقاما من منح فرنسا ملاذا للرئيس الإيراني المخلوع حزب الدعوة الإسلامية في لبنان ضد رغبات جمهورية إيران الإسلامية.
بعد الثورة الإسلامية الإيرانية رفض «رجال الدين الأكثر تطرفا في النجف» مع «التشجيع النشط» من إيران عن الحزب معتبرا أن «الطابع السري للحزب» أعاق فعاليته.
سيصبح لاحقا «عنصرا أساسيا في تأسيس حركة حزب الله في عام 1982» وفي أواخر عام 1984 اندمج مع هذه المجموعة الشيعية المتطرفة ولكن الأكثر انفتاحا جنبا إلى جنب مع الجماعات الإسلامية اللبنانية الأخرى أمل الإسلامية وحزب الدعوة الإسلامي في لبنان وفرق الانتحار الحسينية وجند الله واتحاد الطلاب المسلمين. «إن إرث حزب الدعوة اللبناني كان ولا يزال له تأثير قوي على الأيديولوجية والتوجيه والهيكل التنظيمي» لحزب الله.